# Førde VBK
Førde VBK est un club norvégien de volley-ball fondé en 1974 et basé à Førde, évoluant pour la saison 2020-2021 en Mizunoligaen.

## Palmarès
- Championnat de Norvège
  - Vainqueur : 2018[3]
  - Finaliste : 2019.

## Entraîneurs successifs
- 2012-2013  Jan Egil Tvinde
- 2013-2014  Katarzyna Ciesielska
- 2014-2015  Jan Egil Tvinde
- 2015-2017  Katarzyna Ciesielska
- 2017-2018  Espen Kirketeig
- 2018- ...       Vitor Macedo

## Effectifs

### Saison 2020-2021
| No                         | Nom                           | Date de naissance          | Taille                         | Poids                          | Poste                          |
| -------------------------- | ----------------------------- | -------------------------- | ------------------------------ | ------------------------------ | ------------------------------ |
| 1                          | Nora Vestgarden               | 10 juin 2001               | 186                            |                                | Centrale                       |
| 2                          | Sara Krumsvik                 | 9 février 2000             | 172                            | 77                             | Passeuse                       |
| 3                          | Maria Walle                   | 2 juin 2001                | 182                            |                                | Centrale                       |
| 4                          | Jenny Juliebø                 | 7 septembre 2000           | 178                            |                                | Attaquante                     |
| 5                          | Nora Berge                    | 27 octobre 1993            | 168                            |                                | Passeuse                       |
| 6                          | Maria Farsund                 | 20 juin 1990               | 162                            |                                | Libero                         |
| 7                          | Karoline Bjerkreim            | 3 février 2000             | 174                            |                                | Réceptionneuse-attaquante      |
| 8                          | Selma Vassdal                 | 9 mars 2006                | 182                            |                                | Centrale                       |
| 9                          | Guro Mundal Kråkås            | 12 décembre 2000           | 177                            |                                | Réceptionneuse-attaquante      |
| 11                         | Emilie Byberg                 | 27 décembre 2000           | 178                            |                                | Réceptionneuse-attaquante      |
| 12                         | Hanna Lovise Johansen         | 30 juillet 2000            | 183                            |                                | Centrale                       |
| 13                         | Elisabeth Fosse               | 13 octobre 1992            | 180                            |                                | Réceptionneuse-attaquante      |
| 14                         | Marte Solheim Gundersen       | 21 juillet 2000            | 172                            |                                | Passeuse                       |
| 15                         | Hilde Elvebakk                | 28 septembre 1988          | 180                            | 79                             | Réceptionneuse-attaquante      |
| 16                         | Frida Kristine Eklöf-Flugstad | 3 août 2001                | 183                            |                                | Attaquante                     |
| 17                         | Celina Agledal                | 31 janvier 2004            | 166                            |                                | Réceptionneuse-attaquante      |
| 18                         | Silje Hafstad                 | 9 janvier 2003             | 177                            |                                | Réceptionneuse-attaquante      |
| 19                         | Ninela-Ilinca Anton           | 19 février 2004            | 173                            |                                | Attaquante                     |
| 20                         | Weronika Galek                | 22 septembre 2003          | 166                            |                                | Passeuse                       |
| 21                         | Jenny Sørgulen                | 15 décembre 2004           | 175                            |                                | Passeuse                       |
|                            |                               |                            |                                |                                |                                |
| Encadrement technique      | Encadrement technique         |                            | Légende                        | Légende                        | Légende                        |
| Entraîneur : Vitor Macedo  | Entraîneur : Vitor Macedo     | Entraîneur : Vitor Macedo  | : Capitaine                    | : Capitaine                    | : Capitaine                    |
| Entraîneur(s) adjoint(s) : | Entraîneur(s) adjoint(s) :    | Entraîneur(s) adjoint(s) : | : Joueuse blessée actuellement | : Joueuse blessée actuellement | : Joueuse blessée actuellement |